# Rainer Schaller
Pour les articles homonymes, voir Schaller.
Rainer Schaller, né le 4 janvier 1969 et mort le 21 octobre 2022, est un entrepreneur allemand.
Il est le PDG fondateur du RSG Group, qui comprend les studios de fitness McFit, John Reed et Gold's Gym. Il fait la une des journaux à la suite de la catastrophe de la Love Parade de 2010 à Duisbourg, qu'il avait organisée. Le 21 octobre 2022, un petit avion qui le transportait s'est écrasé dans la mer des Caraïbes. Il est présumé décédé, mais au 30 octobre 2022, son corps n'avait pas encore été retrouvé ni identifié.

## Biographie

### Jeunesse
Rainer Schaller grandit à Schlüsselfeld, en Allemagne de l'Ouest, près de Bamberg. Sa mère et son grand-père y travaillaient dans le commerce de détail. Le chef d'orchestre et spécialiste d'Anton Bruckner, Gerd Schaller, est son frère.

### Carrière professionnelle
Rainer Schaller a suivi une formation de vendeur en détail à Schlüsselfeld, qu'il a complétée par une formation complémentaire pour devenir un spécialiste du commerce et de la vente au détail. À l'âge de 22 ans, il a repris son premier supermarché Edeka et, peu après, trois autres dans sa région natale.

### Industrie du fitness
En 1997, il s'est tourné vers l'industrie du fitness et a ouvert son premier studio sous la marque McFit à Würzburg, en Allemagne. Il a exploité le segment discount du marché avec cette marque. À la mi-2006, McFit exploitait 62 studios de fitness en Allemagne avec un total de 400 000 membres et 1 000 employés permanents. En 2011, McFit était considéré comme le plus grand exploitant de studios de fitness en Europe, avec plus d'un million de membres,. Schaller a progressivement diversifié ses activités pour atteindre différents groupes cibles. En 2018, Schaller a nommé Vito Scavo pour superviser la gestion opérationnelle de sa société holding. En août 2019, la société holding McFit Global Group a été rebaptisée RSG Group et regroupe douze chaînes de fitness (dont McFit, John Reed Fitness, High 5, Heimat). En 2020, Schaller a acquis Gold's Gym, qui était en faillite (procédure du chapitre 11) en raison de la pandémie de covid-19. Fin 2020, RSG Group employait 41 000 personnes dans 48 pays, gérait 17 marques différentes et plus de 1 000 studios
.

### Disparition
Le 21 octobre 2022, un avion Piaggio P.180 Avanti transportant Schaller, sa compagne Christine Schikorsky, leurs deux enfants, le pilote suisse de 66 ans et un autre passager allemand s'est écrasé dans la mer des Caraïbes près de Limón, au Costa Rica, alors qu'il effectuait un vol en provenance de Palenque, au Mexique. Au 30 octobre 2022, les corps d'un adulte et d'un enfant ont été retrouvés, mais pas encore identifiés,. Le 2 novembre 2022, les autorités annoncent que les recherches des victimes ont été suspendues. Deux jours plus tard, les décès de Rainer Schaller et de son fils sont confirmés; les autres occupants sont toujours portés disparus.